# Arauá (kommun)
Arauá är en kommun i Brasilien.   Den ligger i delstaten Sergipe, i den östra delen av landet, 1 200 km öster om huvudstaden Brasília. Antalet invånare är 9 699.
Följande samhällen finns i Arauá:
- Arauá

Trakten runt Arauá består i huvudsak av gräsmarker. Runt Arauá är det ganska glesbefolkat, med 47 invånare per kvadratkilometer.